# エリック・ベッドフォード
エリック・ベッドフォード（Eric Bedford、1928年2月18日 - 2006年7月8日）は、オーストラリアの政治家。ニュー・サウス・ウェールズ州議会のメンバーとして選出された。1968年と1981年にフェアーフィールドで役目を果たしCabramattaへ移籍した。1976年以降、3年間ネヴィル・ラン政権の下で教育大臣を務めた。1985年に政界から引退する。

## Reference
- The Australian, "Former Wran minister dies", July 8, 2006